# Thérines
Thérines település Franciaországban, Oise megyében. Lakosainak száma 195 fő (2022. január 1.). Thérines Hautbos, Morvillers, Roy-Boissy, Saint-Deniscourt és Saint-Maur községekkel határos.

## Népesség
A település népessége az elmúlt években az alábbi módon változott:
| Lakosok száma | 202  | 209  | 213  | 202  | 198  | 196  | 195  | 193  | 195  |
|               | 2013 | 2015 | 2016 | 2017 | 2018 | 2019 | 2020 | 2021 | 2022 |